# Défaut d'entretien normal

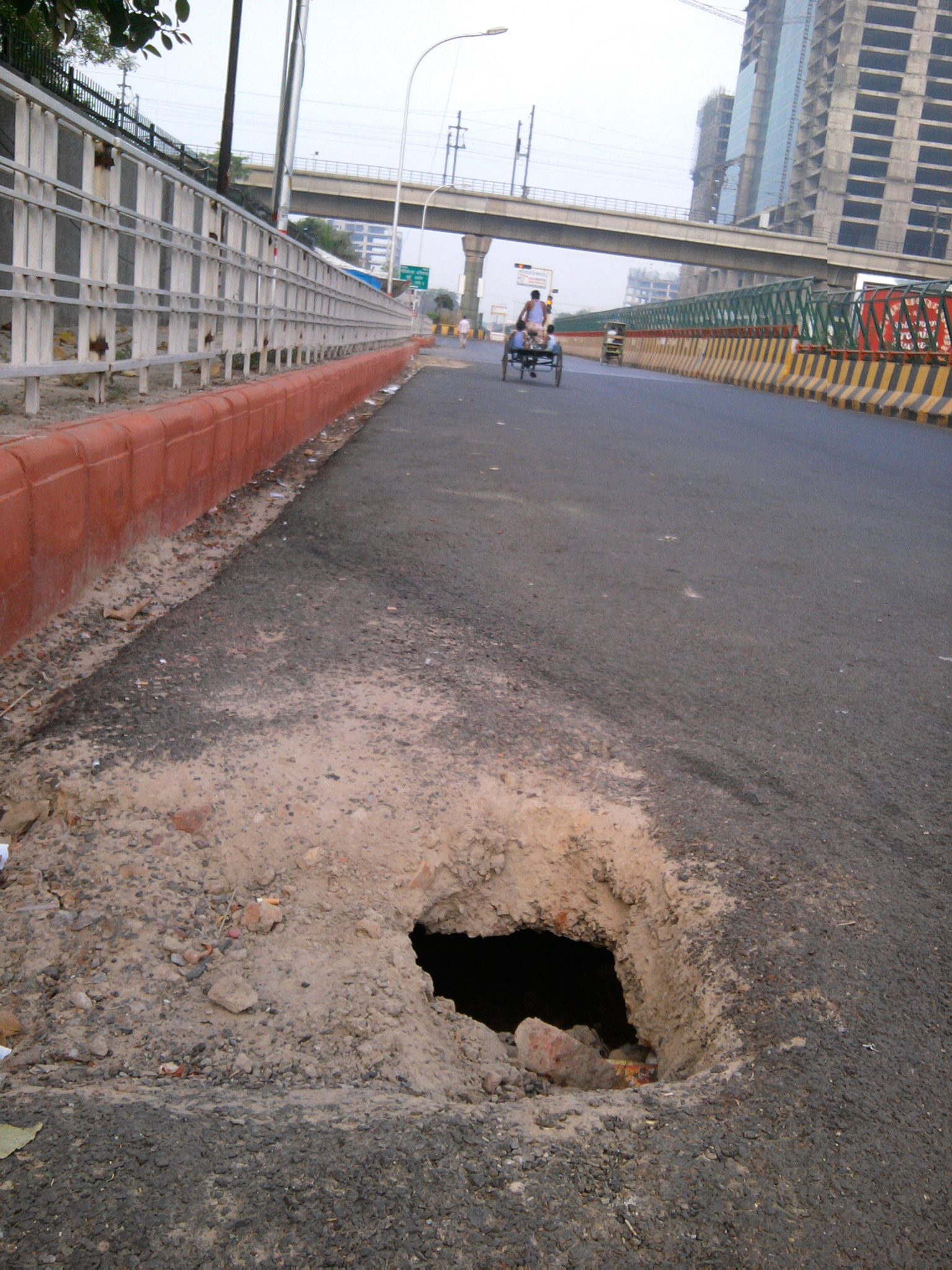
Défaut d'entretien d'une route

En contentieux administratif, la notion de défaut d'entretien normal désigne le régime de responsabilité applicable aux dommages causés par un ouvrage public. Les défauts d'entretien normaux peuvent être dus à un vice de construction, une absence de signalisation ou de balisage d'un obstacle, un défaut de précaution suffisante, etc.
Dans le cas d'un accident directement lié à un défaut d'entretien normal d'un ouvrage public, la victime de ce dommage de travaux publics peut faire valoir le régime de responsabilité pour faute présumée de l'administration.
Il y a cependant des limites à la notion de défaut d'entretien normal, ce qui permet à l'administration de renverser la charge de la preuve. Notons par exemple :
- un trou de taille mineure dans la chaussée ;
- une plaque de verglas sur la route[1];
- une signalisation suffisante ;
- une défectuosité apparente de manière évidente ;
- un dommage apparu dans des circonstances évidemment prévisibles ;
- un défaut que l'administration ne pouvait pas prévoir ;
- une impossibilité matérielle d'intervenir.

## Conditions d'application du régime
L'usager ou le tiers par rapport à un ouvrage public doit démontrer l'existence d'un lien de causalité entre le dommage allégué et l'ouvrage afin d'engager la responsabilité de la personne publique qui doit assurer son entretien.
Concernant les tiers à l'ouvrage, ces derniers doivent également démontrer que le dommage subi présente un caractère anormal et spécial.

### La qualité d'usager ou de tiers à l'ouvrage
La responsabilité de l'Administration peut être engagée à l'égard des usagers d'un ouvrage public, dès lors que le dommage subi présente un lien de causalité avec l'ouvrage.
Est qualifiée d'usager, toute personne qui retire un avantage personnel et direct du fait de la présence de l'ouvrage ou de l'exécution des travaux publics.
Pour exemple, la personne qui chute sur la chaussée du fait de son caractère anormalement glissant est qualifiée d'usager de la voie.
À l'inverse, doit être considéré comme un tiers la personne qui ne retire aucun avantage personnel du fait de la présence de l'ouvrage.

### Le lien de causalité avec un ouvrage public
Il appartient à la victime qui souhaite obtenir réparation de démontrer que le dommage allégué a été causé par un ouvrage public en produisant des notes techniques ou des témoignages.
Pour exemple, les parents d'un enfant mineur ont souhaité obtenir réparation au titre d'une blessure subi par leur fils dont la phalange aurait été sectionnée par la fermeture brutale de la porte des vestiaires d'une installation sportive communale.
En l'absence de toute pièce ou témoignage en ce sens, la Cour administrative d'appel a rejeté ces demandes en estimant que le lien de causalité entre la blessure et l'ouvrage public n'était pas démontré.
De même, le piéton qui imputait sa chute à la présence de trous non signalés dans la chaussée sans apporter aucun élément matériel permettant d'établir cette circonstance a vu sa demande rejetée par la Cour.

## Les causes exonératoires de responsabilité
Dès lors que la victime a démontré l'existence d'un lien de causalité entre le dommage subi et l'ouvrage public, l'Administration ne peut s'exonérer de sa responsabilité qu'en démontrant qu'aucun défaut d'entretien normal n'affectait l'ouvrage, ou que le dommage a été exclusivement ou partiellement causé par une faute de la victime ou un évènement pouvant être qualifié de cas de force majeure.

### L'absence de défaut d'entretien
L'Administration peut s'exonérer de sa responsabilité en apportant la preuve qu'aucun défaut d'entretien n'affectait l'ouvrage à l'origine des préjudices de la victime.
Pour exemple, s'agissant d'une victime ayant chuté sur une chaussée gelée en période hivernale, la commune mise en cause a produit le contrat par lequel elle avait chargé une entreprise du salage et du déneigement de la voirie. L'entreprise en question établissait avoir procédé au salage et au déneigement de certaines rues du quartier selon un ordre de priorité lié à la fréquentation des voies, de sorte que la Cour a jugé que l'Administration rapportait la preuve du bon entretien de la voirie et rejetait la demande indemnitaire formée par la victime.
Pour exemple également, en matière de chute d'arbre sur la voie publique, la jurisprudence impose à l'Administration de démontrer que l'arbre en cause, au moment de sa chute, était sain et ne présentait aucun signe visuel laissant présager son mauvais état. Dans de telles circonstances, il a été jugé que la collectivité qui ne communique aucune pièce justificative attestant que l’arbre en cause avait fait l'objet d'un contrôle visuel ou phytosanitaire ne rapporte pas la preuve de l'absence de défaut d'entretien et qu'en conséquence sa responsabilité est engagée à raison de la chute dudit arbre.

### La faute de la victime
Le comportement imprudent de la victime qui a concouru à la survenance du dommage peut constituer une cause d'exonération totale ou partielle de responsabilité de la collectivité dans l'accident survenu.
Pour exemple, il a pu être jugé que la victime qui chute en pleine journée à proximité directe de son domicile à cause d'un léger affaissement de la chaussée a adopté un comportement fautif dans la mesure où la chaussée était parfaitement éclairée et que la victime connaissait parfaitement les lieux de l'accident et aurait ainsi pu éviter la survenance de l'accident.